# 울란바토르 도서 박람회
울란바토르 도서 박람회(몽골어: Улаанбаатарын номын баяр)는 매년 5월과 9월 몽골 울란바토르에서 개최되는 행사이다. 이 행사에는 300 명 이상의 작가와 120개 이상의 출판사 및 관련 단체가 참여하며 몽골의 도시 문화부와 교육부에서 주관한다. 이 박람회를 통해 독자는 최신 책을 익히고, 작가를 만나며, 대화에 참여하고, 네트워크를 구축하여 책 문화 경험을 넓힐 수 있다.

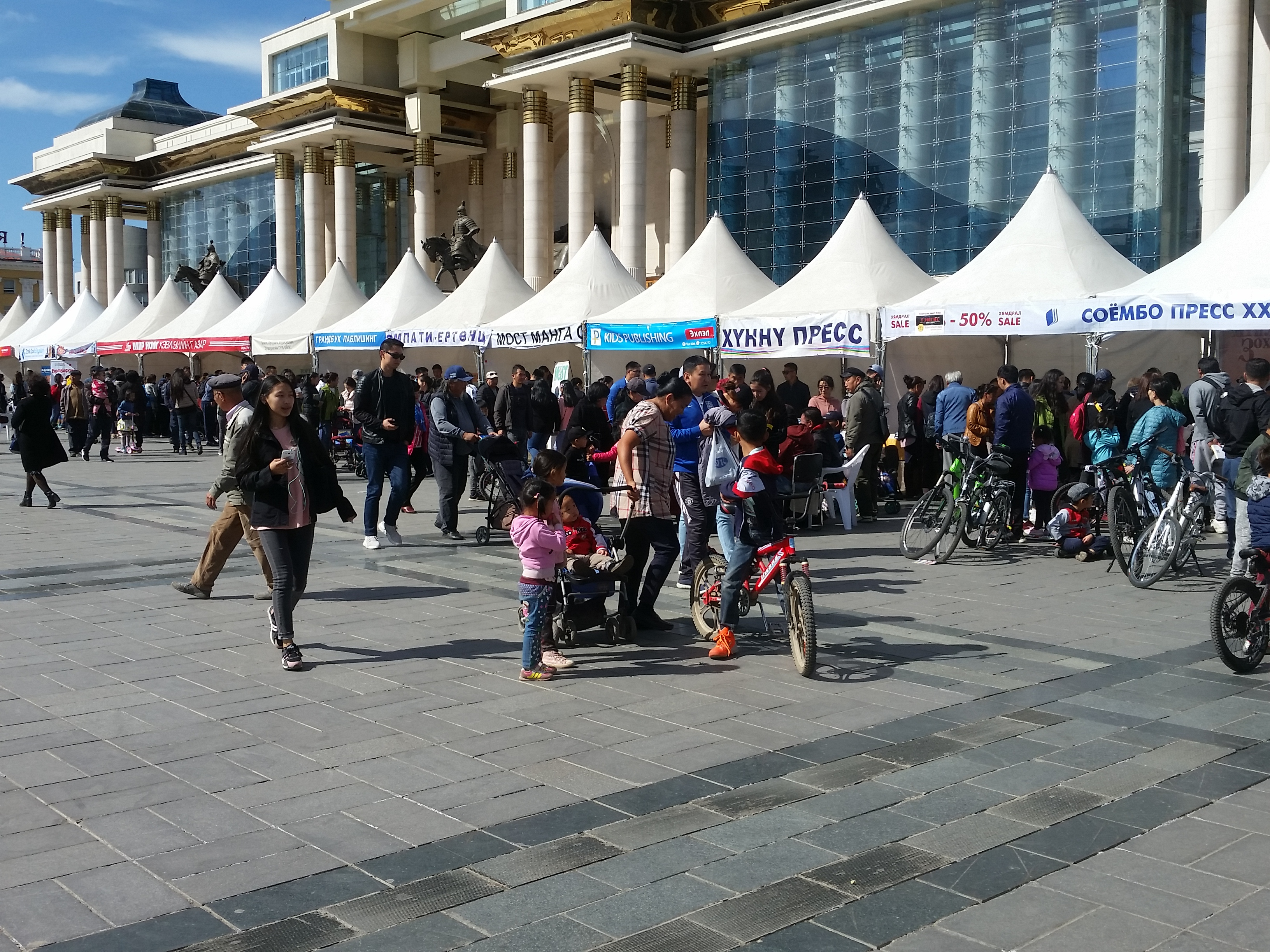
울란바토르 도서 박람회

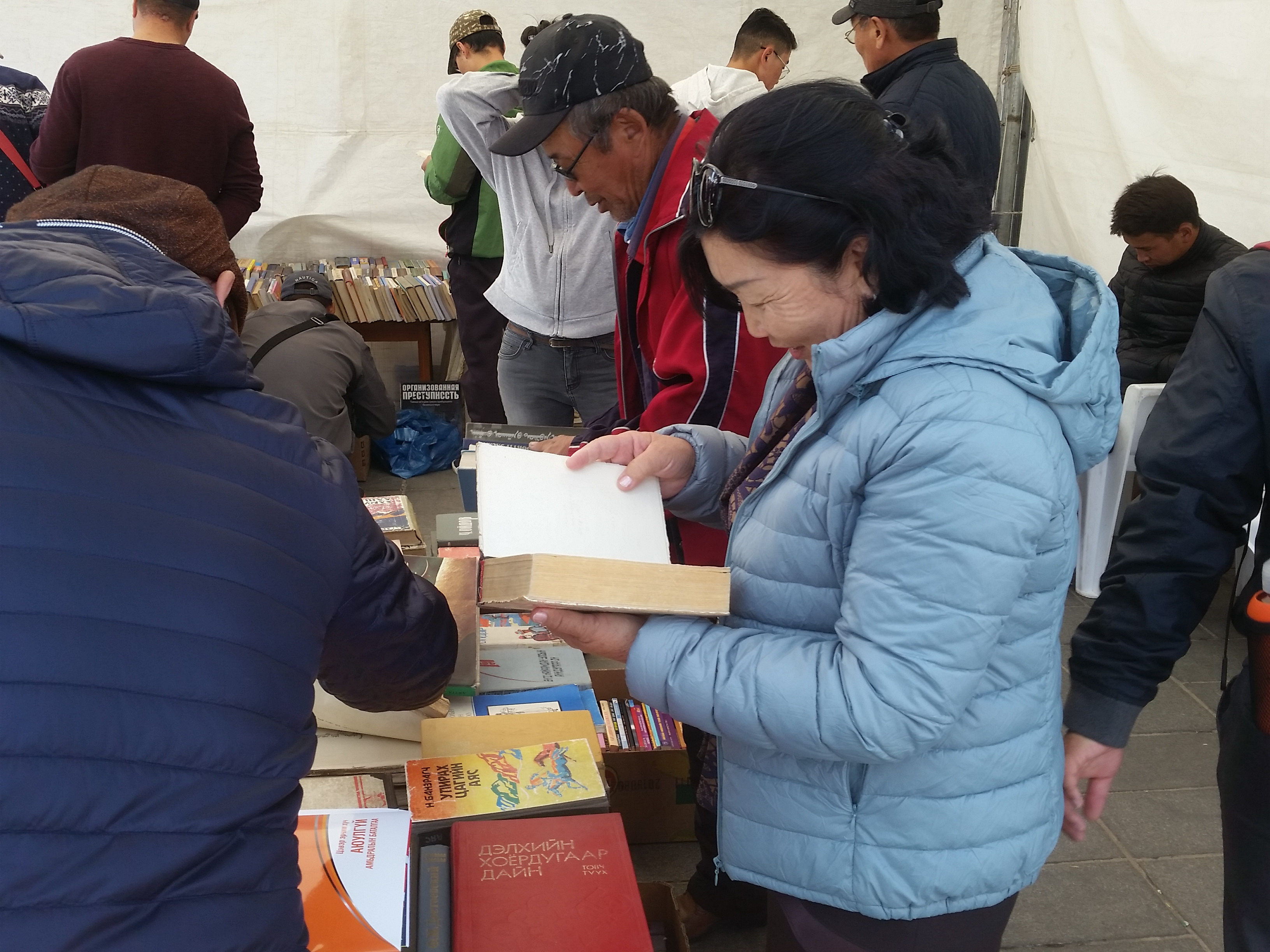
도서 박람회에서 책을 확인하는 독자

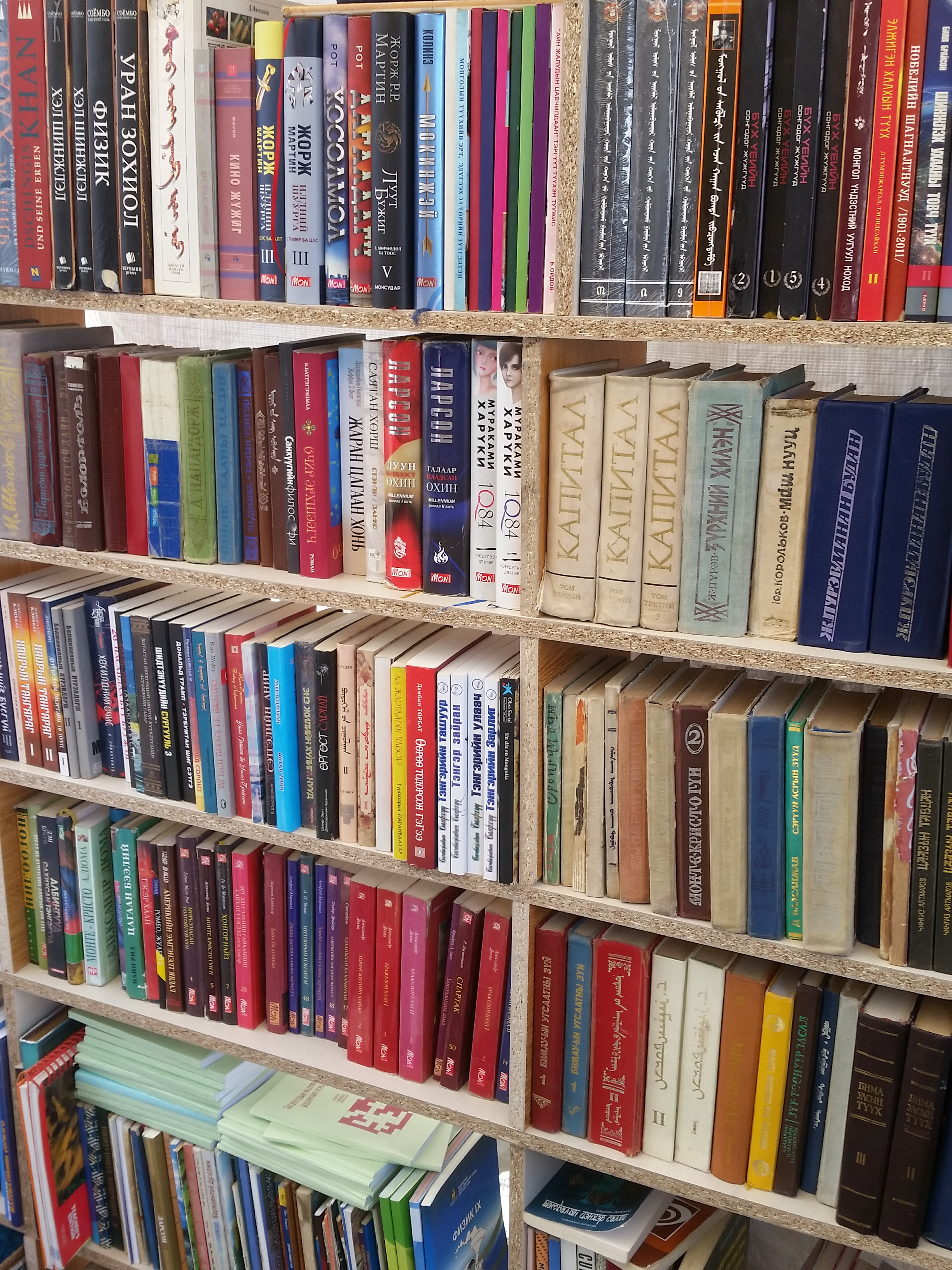
도서 박람회 중에는 오래된 도서의 판매 및 교환도 진행된다.

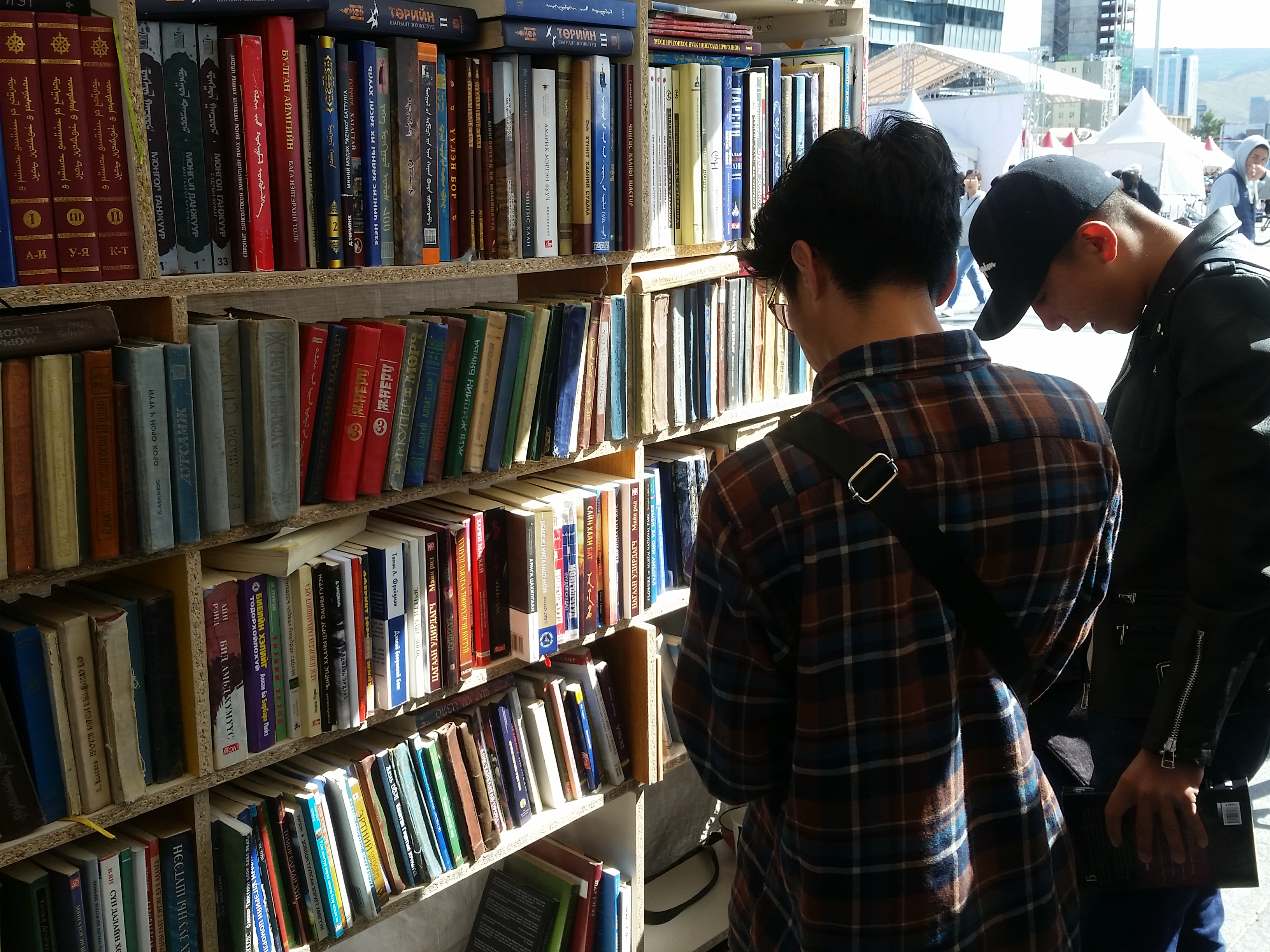
도서 박람회에서 책을 확인하는 독자

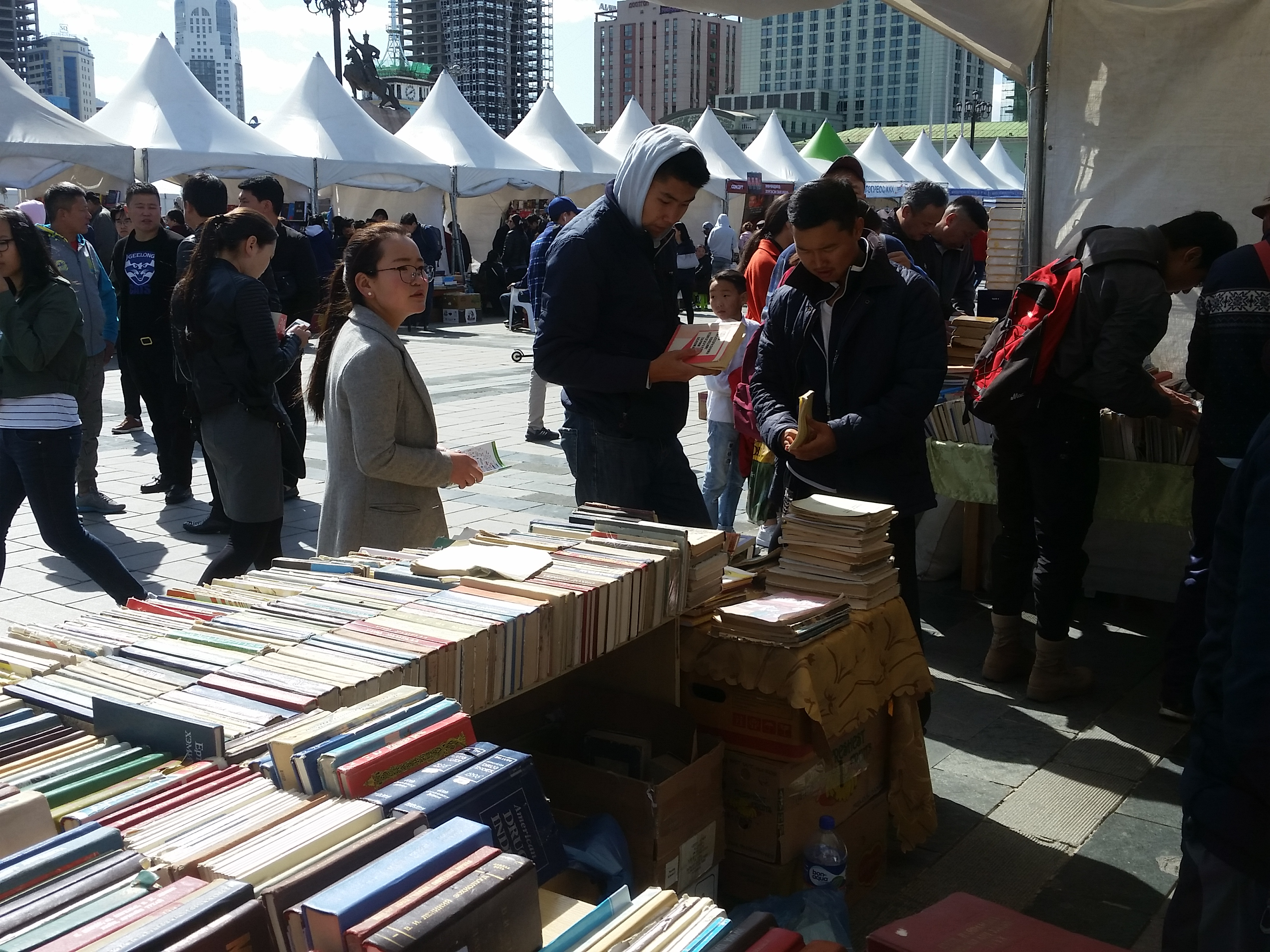
도서 박람회에서 책을 확인하는 독자